# Lidus
Lidus, stilizálva LIDUS, születési nevén Ligyija Alekszandrovna Csisztyakova-Ionova (Лидия Александровна Чистякова-Ионова, Marbella, 2007. május 8.–) orosz énekesnő, Gljukoza lánya.

## Élete és pályafutása
A spanyolországi Marbella városában született, édesanyja a Gljukoza művésznéven fellépő énekesnő, Natalja Csisztyakova-Ionova, édesapja Alekszandr Csisztyakov üzletember. Egy húga van, Vera, aki 2011-ben született ugyancsak Spanyolországban. 12 éves korában kicsapták a gimnáziumból, mert megszegte az öltözködésre és hajszínre vonatkozó szabályokat. Ezt követően egy művészeti iskolába vették fel. 2019-ben kezdett el komolyan foglalkozni a zenével, YouTube-csatornáján adott ki klipeket, játszik zongorán és gitáron. 11 évesen írta első dalát Perovo (Перово) címmel. 2021-ben a Nickelodeon Geroj doma (Герой дома) című, influenszerekről szóló műsorában szerepelt.

## Diszkográfia
Kislemezek
- Perovo (Перово, 2019)
- Iscsi druguju (Ищи другую, 2019)
- Petarda (Петарда, 2020)[6]
- Veszna (Весна, 2020)
- Adrenalin (Адреналин, 2020)
- Po oblakam (По облакам, 2020)
- Papa, ja v porjadke (Папа, я в порядке, 2021)
- Moroznij (ft. Max Box) (Морозный, 2021)[7]

## Díjak és elismerések
| Év   | Díj                             | Kategória               | Jelölt | Eredmény | Hiv.  |
| ---- | ------------------------------- | ----------------------- | ------ | -------- | ----- |
| 2021 | Gyevicsnyik Teens Awards        | Az év énekesnője        | Lidus  | Jelölve  | [ 8 ] |
| 2021 | Nickelodeon Kids’ Choice Awards | Az orosz nézők kedvence | Lidus  | Jelölve  | [ 9 ] |